# 上野法科ビジネス専門学校
上野法科ビジネス専門学校（うえのほうかビジネスせんもんがっこう）とは、千葉県千葉市中央区にある私立専修学校。
運営は学校法人上野法律学園が行っている。

## 概要
JR蘇我駅に近い専門学校で、主に日本人については就職を目指し、外国人については進学や就職を目指す学校である。
- 情報ビジネス学科・日本語教師学科
- 日本語学科

が主な学科である。
学生寮も完備されている。

## 情報ビジネス学科（２年制）・日本語教師学科（2年制）
日本人の生徒はこちらに在籍する。
民間就職が主である。
情報ビジネス学科では、中国語も勉強する。
少人数制で、一クラス３０人以下。情報ビジネス学科は、本館。日本語教師学科は２号館で授業が行われている。

## 日本語学科
様々な国籍の生徒が在籍するが、中国人が多い。
主に大学や、専門学校等への進学を目指す。
日本語学科は2号館で授業が行われており、その他の生活においても情報ビジネス学科との接触は少ない。

## 所在地
本館千葉県千葉市中央区南町1-10-15
2号館・学生寮千葉県千葉市中央区今井1-25-15

## 学費支援
学校推薦奨学金、留学生奨学金等あり。